# Escola d'Economia Domèstica
L'Escola d'Economia Domèstica, o Escola Municipal de la Llar, és un edifici escolar del centre de Terrassa, protegit com a bé cultural d'interès local.

## Descripció
Es tracta d'un edifici singular aïllat, d'obra vista, amb zones angulars de maó rom, de grans proporcions i de planta rectangular. Està format per semisoterrani, planta baixa, entresòl i pis, formant la primera un sòcol de paredat comú amb morter. Les façanes presenten un ritme de finestres ordenat i regular, agrupades per parelles a la planta principal i individuals tant a la inferior com a la superior. Pel seu traçat superior contrasten amb les proporcions horitzontals que dominen l'edifici. La façana principal està ordenada simètricament respecte a un eix marcat pel frontó triangular que remata l'edifici i la porta d'accés, que n'ocupa dues alçades. El ràfec és de poca volada i la coberta és a quatre aigües de teula àrab. La part posterior de l'edifici s'obre a la placeta de Rosa Puig.

## Història
L'1 d'octubre de 1891, el Ple de l'Ajuntament de Terrassa aprova la creació de la "Escuela Municipal de Corte y Confección". En el 1908 l'escola ja apareix sota el nom de "Escola d'Economia Domèstica".

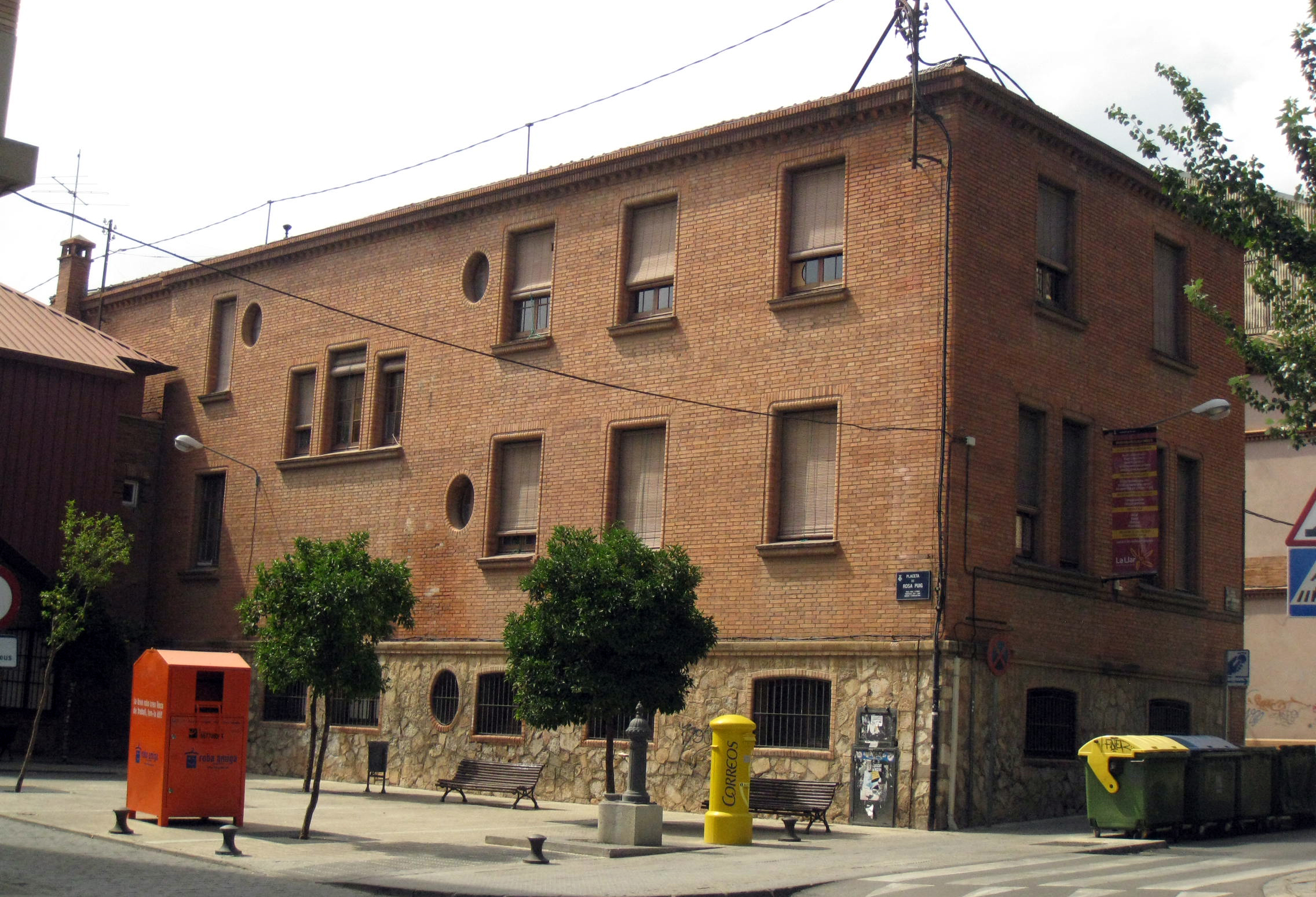
Part posterior de l'edifici, que s'obre a la placeta de Rosa Puig

Posteriorment, el 1926, se subhasten i s'adjudiquen les obres de construcció de la nova Escola d'Economia Domèstica al lloc on hi havia l'Escola Municipal de Música i una Escola Nacional. És l'edifici present. Paral·lelament a aquesta escola, el 1931, s'hi instaurà l'Escola de Cultura Femenina.
El 5 de novembre de 1936 s'aprova la reforma de l'Escola d'Economia Domèstica. El 24 de desembre es produeix la dissolució d'aquesta escola i el cessament del director, Tomàs Viver i Aymerich. En el seu lloc es crea una "Escola Tècnico-mercantil", aprovada el 4 de novembre de 1937. El 1940 canvia el nom per "Escuela Municipal del Hogar", propietat de l'Ajuntament però regida i dirigida per la Falange. Un cop acabat el període franquista, a partir del 1979 l'escola s'obre també al públic masculí i és coneguda com a "Escola La Llar", actualment un centre integral d'educació d'adults, per a persones majors de 16 anys.